# لیودمیلا میکویان
لیودمیلا میکویان (ارمنی: Լյուդմիլա Նիկոյանը؛ زادهٔ ۱ اوت ۱۹۷۹) تنیس‌باز اهل ارمنستان-روسیه است. وی از سال ۱۹۹۷ تا ۲۰۱۰ میلادی در سطح حرفه‌ای مشغول فعالیت ورزشی بوده‌است.

## ITF finals

### دو نفره (5–11)
| Legend               |
| -------------------- |
| $۱۰۰٬۰۰۰ tournaments |
| $۷۵٬۰۰۰ tournaments  |
| $۵۰٬۰۰۰ tournaments  |
| $۲۵٬۰۰۰ tournaments  |
| $۱۰٬۰۰۰ tournaments  |

| فینال‌ها بر پایه سطح |
| ------------------- |
| سخت (2–6)           |
| رُسی (۳–۴)           |
| چمن (۰–۰)           |
| Carpet (0–1)        |

| نتیجه       | ردیف | تاریخ           | تورنمنت           | سطح        | شریم                | حریف‌ها                                  | امتیاز                  |
| ----------- | ---- | --------------- | ----------------- | ---------- | ------------------- | --------------------------------------- | ----------------------- |
| نایب قهرمان | ۱.   | ۲۳ مه ۱۹۹۹      | هرب ام نکا، آلمان | سخت        | لینا سورواریک       | استر بران کامیلا کریمر                  | ۱–۶, ۶–۷(۲–۷)           |
| قهرمان      | ۱.   | ۱۲ ژوئیه ۱۹۹۹   | بروکسل، بلژیک     | رُسی        | لیگا دکمیره         | سگولن بورگه ویکتوریا کورمه              | ۶–۷(۶–۸), ۶–۳, ۶–۳      |
| نایب قهرمان | ۲.   | ۹ اوت ۱۹۹۹      | استانبول، ترکیه   | سخت        | یکاترینا سیسوئفا    | نادژدا اوستروفسکایا یکاترینا پانیوچکینا | ۰–۶, ۲–۶                |
| قهرمان      | ۲.   | ۲۴ آوریل ۲۰۰۰   | چرینیولا، ایتالیا | رُسی        | ماریا بوبودئوفا     | ماریا النا کامرین مارا سانتانگلو        | w/o                     |
| نایب قهرمان | ۳.   | ۳۰ اکتبر ۲۰۰۰   | مینسک، بلاروس     | Carpet (i) | رایست گورویچ        | اوا بیرنرووا آلکساندار زرکالوفا         | ۴–۲, ۵–۳, ۳–۵, ۲–۴, ۰–۴ |
| نایب قهرمان | ۴.   | ۳ ژوئن ۲۰۰۱     | ورشو، لهستان      | رُسی        | یولیا بیگلزیمر      | مارتینا باباکووا Lenka Snajdrova        | ۴–۶, ۴–۶                |
| قهرمان      | ۳.   | ۲۳ ژوئیه ۲۰۰۲   | هرب ام نکا, آلمان | رُسی        | Svetlana Mossiakova | روساندرا مارین دلیا سسکیورینو           | ۷–۶(۷–۴), ۶–۱           |
| نایب قهرمان | ۵.   | ۳۰ مارس ۲۰۰۴    | قاهره، مصر        | رُسی        | اولنا آنتیپینا      | رایسا گوروییچ یکاترینا کوژوکینا         | ۲–۶, ۰–۶                |
| نایب قهرمان | ۶.   | ۲۰ ژوئن ۲۰۰۵    | آلکمار، هلند      | رُسی        | کریستینا مووسسیان   | Kelly de Beer Jessie De Vries           | ۶–۳, ۳–۶, ۴–۶           |
| نایب قهرمان | ۷.   | ۲۰ ژوئن ۲۰۰۶    | آلکوباسا، پرتغال  | سخت        | ناتالیا پرویتسکایا  | ملیسا بری ناتالیا اورلوفا               | 7–6(7–5), 6–7(3–7), ۱–۶ |
| قهرمان      | ۴.   | ۲۶ ژوئن ۲۰۰۶    | آمارانته، پرتغال  | سخت        | لوسیا گونسالس       | ناتالیا پرویتسکایا جنی سویفت            | ۶–۱, ۶–۲                |
| نایب قهرمان | ۸.   | ۱۷ سپتامبر ۲۰۰۶ | تفلیس، گرجستان    | سخت        | Varvara Galanina    | Yulia Solonitskaya Amina Rakhim         | ۵–۷, ۱–۶                |
| نایب قهرمان | ۹.   | ۲۲ سپتامبر ۲۰۰۶ | تفلیس، گرجستان    | سخت        | Varvara Galanina    | Ria Dörnemann کسنیا پالکینا             | ۴–۶, ۶–۳, ۰–۶           |
| نایب قهرمان | ۱۰.  | ۱۴ اکتبر ۲۰۰۷   | اسپینیو، پرتغال   | رُسی        | اینا سوکولوفا       | Romana Tabak Sylwia Zagorska            | ۶–۳, ۱–۶, [۴–۱۰]        |
| نایب قهرمان | ۱۱.  | ۲۴ فوریه ۲۰۰۸   | پرتیمانو، پرتغال  | سخت        | النا چالوفا         | امیلی باکه Chayenne Ewijk               | w/o                     |
| قهرمان      | ۵.   | ۲۱ فوریه ۲۰۰۹   | پرتیمانو, پرتغال  | سخت        | دیانا ایسائفا       | راکل پیلچر روکسانه وایسبرگ              | ۷–۶(۷–۵), ۶–۳           |